# Gogol Bordello
Gogol Bordello est un groupe de gypsy punk américain, originaire de New York. Formé en 1999 et citant pêle-mêle Mano Negra, Fugazi, Alexandre Kalpakov, The Clash, Rootsman ou encore Jimi Hendrix comme influences, le groupe a comme particularité le mélange des styles le composant. Nés de la rencontre de la musique tzigane traditionnelle des Balkans et de l'est de l'Europe avec le punk new-yorkais, ces sons ont fait des Gogol Bordello les créateurs et les chefs de file d'une nouvelle mouvance, le gypsy punk. La plupart des musiciens de ce groupe sont des immigrants d'Europe de l'Est (Russie, Ukraine...).
Gogol Bordello est notamment connu pour son sens du spectaculaire qui anime chacun de ses concerts grâce à l'énergie débordante d'Eugene Hütz, le chanteur moustachu. Ce groupe se produit énormément en concert et tourne à travers les États-Unis et toute l'Europe. Le chanteur du groupe jouera le rôle d'Alex dans le film Tout est illuminé dont la musique figure sur la trame sonore de la production, ainsi que dans Obscénité et Vertu de Madonna où il interprète AK, un personnage aussi atypique que celui qui l'interprète.

## Biographie
Gogol vient de Nikolai Gogol, un auteur russo-ukrainien qui inspirera idéologiquement le groupe pour avoir « fait glisser » la culture ukrainienne dans la société russe ; c'est ce que tentera de faire Gogol Bordello avec la musique à la fois gitane et est-européenne dans le monde anglophone. « Bordello », en italien, signifie « le club du gentil-homme ». Le groupe est à l'origine appelé Hütz and the Béla Bartóks, mais Eugene Hütz révélera que le groupe a souhaité changer de nom car « personne ne sait qui est Béla Bartók aux États-Unis. »
Le premier single de Gogol Bordello est publié en 1999, et ils compteront ensuite six albums, et un EP. En 2005, le groupe signe avec le label SideOneDummy Records. Le 27 avril 2010, Gogol Bordello fait ses débuts chez une major avec l'album Transcontinental Hustle au label American Recordings de Rick Rubin, une division de Columbia Records/Sony Music Entertainment. La plupart des chansons issues de Transcontinental Hustle s'inspire de la nouvelle vie de Hütz au Brésil.
Le groupe tourne intensément en Europe et en Amérique. Ils participent à plusieurs festivals internationaux et jouent avec des groupes comme Primus, Flogging Molly, et Cake. Le chanteur Eugene Hütz cite Jimi Hendrix et Parliament-Funkadelic comme principales inspirations du groupe. Ils mentionneront également Manu Chao, Fugazi, Zvuki Mu, Karamelo Santo, Sasha Kolpakov et The Clash. Ils jouent sur scène au festival Bonnaroo Music and Arts 2011 avec Devotchka.
Gogol Bordello publie une nouvelle chanson intitulée Let's Get Crazy en 2012 pour la publicité du Championnat d'Europe de football. La même année, l'ancien guitariste Oren Kaplan poursuit Hütz pour de multiples chefs d'accusation (rupture de contrat, manquement à une obligation fiducière et enrichissement sans cause),.

## Membres

### Membres actuels
- Eugene Hütz - chant, guitare acoustique, percussions (depuis 1999)
- Sergey Ryabtsev - violon, harmonica, chœurs (depuis 2000)
- Elizabeth Sun - percussions, chœurs, danse, performances (depuis 2004)
- Thomas Gobena - basse (depuis 2006)
- Pedro Erazo - MC, percussions (depuis 2007)
- Oliver Francis Charles - batterie, chœurs (depuis 2009)
- Boris Pelekh - guitare, chœurs (depuis 2015)
- Pasha Newmer - accordéon, chœurs (depuis 2013)
- Ashley Tobias - percussions, chœurs

### Anciens membres
- Rea Mochiach - basse, percussions, claviers, programmation de percussions électroniques, chœurs
- Sasha Kazatchkoff - accordéon
- Vlad Solovar - guitare
- Ori Kaplan - saxophone, chœurs
- Susan Donaldson - percussions, chœurs, danse
- Karl Alvarez - basse
- Eliot Ferguson - batterie, chœurs
- Pamela Jintana Racine - percussions, chœurs, danse
- Oren Kaplan - guitare, chœurs (2000-2012)
- Yuri Lemeshev - accordéon, chœurs (2001-2012)
- Michael Bernard Ward - guitare, chœurs (2012-2015)

## Discographie
- 1999 : Voi-La Intruder
- 2002 : Multi Kontra Culti vs. Irony
- 2004 : Gogol Bordello vs. Tamir Muskat (collaboration avec des membres de Balkan Beat Box sous le nom de Jewish-Ukrainishe Freundenschaft (JUF) (textuellement : amitié judéo-ukrainienne)
- 2004 : East Infection (produit par Steve Albini)
- 2005 : Gypsy Punks: Underdog World Strike
- 2007 : Super Taranta!
- 2009 : Live from Axis Mundi (+ DVD Live)
- 2010 : Trans-Continental Hustle
- 2011 : Моя Цыганиада (Moya Tsyganiada)
- 2013 : Pura Vida Conspiracy
- 2017 : Seekers & Finders
- 2022 : Solidaritine